# Eleição municipal de Rio das Ostras em 2020
A eleição municipal da cidade brasileira de Rio das Ostras em 2020 ocorreu no dia 15 de novembro de 2020, como parte do conjunto de eleições municipais no Brasil que ocorreram no mesmo ano. Na ocasião, foram eleitos um prefeito, vice-prefeito e 13 vereadores para a Câmara Municipal da cidade.
A campanha eleitoral contou com a participação de 8 candidatos a prefeito. O prefeito em exercício, Marcelino da Farmácia, que venceu a eleição suplementar para prefeito em 2018 pelo PV, concorreu a reeleição. O primeiro turno foi realizado em 15 de novembro de 2020. Marcelino da Farmácia, candidato pelo PV, foi reeleito com 29.476 votos (51,53% dos votos válidos), seguido de Dr. Fábio Simões, do PL, que obteve 17.267 votos (30,18%).
Na Câmara dos Vereadores, 314 candidatos concorreram ao pleito e 13 foram eleitos. Dentre os vereadores eleitos, 5 foram reeleitos. O PV foi o partido que conquistou o maior número de assentos, com 4 eleitos. Maurício BM foi o candidato mais votado, recebendo 1.685 votos (3,33% dos votos validos). Os candidatos eleitos tomaram posse em 1 de janeiro de 2021 para exercerem um mandato de quatro anos.

## Pandemia de COVID-19
As eleições municipais de 2020 foram marcadas pela pandemia de COVID-19 no Brasil. O Tribunal Superior Eleitoral (TSE) autorizou os partidos a realizarem as convenções para escolha de candidatos aos escrutínios por meio de plataformas digitais de transmissão, para evitar aglomerações que possam proliferar o coronavírus.
Originalmente, as eleições ocorreriam em 4 de outubro (primeiro turno) e 25 de outubro (segundo turno, caso necessário), porém, com o agravamento da pandemia de COVID-19, as datas foram modificadas pelo Congresso Nacional para 15 de novembro e 29 de novembro.

## Candidaturas para a prefeitura
| Nº      | Prefeito(a)  | Prefeito(a)           | Prefeito(a) | Vice-prefeito(a) | Vice-prefeito(a) | Vice-prefeito(a)       | Vice-prefeito(a) | Coligação                                                                       |
| Nº      | Candidato(a) | Candidato(a)          | Partido     | Candidato(a)     | Candidato(a)     | Candidato(a)           | Partido          | Coligação                                                                       |
| ------- | ------------ | --------------------- | ----------- | ---------------- | ---------------- | ---------------------- | ---------------- | ------------------------------------------------------------------------------- |
| 12      |              | Professor Gilberto    | PDT         |                  |                  | Luiz Augusto           | PDT              | Coligação Popular Trabalhista PDT PCdoB REDE                                    |
| 13      |              | Professor Luizinho    | PT          |                  |                  | José Edmilson Medeiros | PT               | Sem coligação                                                                   |
| 17      |              | Leandro Almeida       | PSL         |                  |                  | Alessandra Toledo      | PMN              | Com a Força do Povo Para Reescrever a História PSL PMN                          |
| 22      |              | Dr. Fábio Simões      | PL          |                  |                  | Wagner Werther         | PSD              | Mais Amor Por Rio das Ostras PP PODE PL PSC Solidariedade PSD MDB Cidadania DEM |
| 35      |              | Coronel Pessanha      | PMB         |                  |                  | Enilce Nunes           | PMB              | Sem coligação                                                                   |
| 36      |              | Poggian               | PTC         |                  |                  | Cristina               | PTC              | Sem coligação                                                                   |
| 43      |              | Marcelino da Farmácia | PV          |                  |                  | Dr. Luiz Ferraz        | PV               | Rio das Ostras Levada a Sério Patriota Republicanos PTB DC PV                   |
| 50      |              | Ana Paula             | PSOL        |                  |                  | Alexandre Cosme        | PSOL             | Sem coligação                                                                   |
| Fontes: |              |                       |             |                  |                  |                        |                  |                                                                                 |

### Candidatos inaptos
- Paulo Schleder (PSB) – Teve sua candidatura indeferida pelo TRE-RJ em 5 de novembro de 2020.[8]

## Candidatos à vereança
A tabela a seguir apresenta o número de candidaturas em cada partido e federação, estando agrupados a partir de coligações na disputa do poder executivo. Ressalte-se que, desde a promulgação da Emenda Constitucional nº 97/2017, a coligação em eleições proporcionais não existe mais no Brasil, sendo demonstrada a coligação majoritária apenas a título de visualização agrupada.
| Coligação ao executivo                                         | Partido ou federação | Partido ou federação | Candidatos     |
| -------------------------------------------------------------- | -------------------- | -------------------- | -------------- |
| Mais Amor Por Rio das Ostras (133 candidatos)                  |                      | Solidariedade        | 20             |
| Mais Amor Por Rio das Ostras (133 candidatos)                  |                      | PL                   | 20             |
| Mais Amor Por Rio das Ostras (133 candidatos)                  |                      | MDB                  | 20             |
| Mais Amor Por Rio das Ostras (133 candidatos)                  |                      | PSD                  | 19             |
| Mais Amor Por Rio das Ostras (133 candidatos)                  |                      | PSC                  | 17             |
| Mais Amor Por Rio das Ostras (133 candidatos)                  |                      | DEM                  | 16             |
| Mais Amor Por Rio das Ostras (133 candidatos)                  |                      | PODE                 | 10             |
| Mais Amor Por Rio das Ostras (133 candidatos)                  |                      | PP                   | 10             |
| Mais Amor Por Rio das Ostras (133 candidatos)                  |                      | Cidadania            | Sem candidatos |
| Rio das Ostras Levada a Sério (93 candidatos)                  |                      | DC                   | 20             |
| Rio das Ostras Levada a Sério (93 candidatos)                  |                      | Republicanos         | 20             |
| Rio das Ostras Levada a Sério (93 candidatos)                  |                      | PV                   | 20             |
| Rio das Ostras Levada a Sério (93 candidatos)                  |                      | Patriota             | 20             |
| Rio das Ostras Levada a Sério (93 candidatos)                  |                      | PTB                  | 13             |
| Com a Força do Povo Para Reescrever a Historia (39 candidatos) |                      | PSL                  | 20             |
| Com a Força do Povo Para Reescrever a Historia (39 candidatos) |                      | PMN                  | 19             |
| Coligação Popular e Trabalhista (17 candidatos)                |                      | PDT                  | 13             |
| Coligação Popular e Trabalhista (17 candidatos)                |                      | PCdoB                | 3              |
| Coligação Popular e Trabalhista (17 candidatos)                |                      | REDE                 | Sem candidatos |
| Sem coligação                                                  |                      | PTC                  | 17             |
| Sem coligação                                                  |                      | PSOL                 | 12             |
| Sem coligação                                                  |                      | PMB                  | 5              |
| Sem coligação                                                  |                      | PT                   | 1              |
| Sem coligação                                                  |                      | PSB                  | 1              |
| Fontes:                                                        |                      |                      |                |

## Resultados da eleição

### Prefeito
| Candidato(a) a prefeito  | Candidato(a) a prefeito    | Candidato(a) a vice-prefeito | Primeiro turno 15 de novembro de 2020 | Primeiro turno 15 de novembro de 2020 |
| Candidato(a) a prefeito  | Candidato(a) a prefeito    | Candidato(a) a vice-prefeito | Total                                 | Percentagem                           |
| ------------------------ | -------------------------- | ---------------------------- | ------------------------------------- | ------------------------------------- |
|                          | Marcelino da Farmácia (PV) | Dr. Luiz Ferraz (PV)         | 29.476                                | 51,53%                                |
|                          | Dr. Fábio Simões (PL)      | Wagner Werther (PSD)         | 17.267                                | 30,18%                                |
|                          | Leandro Almeida (PSL)      | Alessandra Toledo (PMN)      | 5.801                                 | 10,14%                                |
|                          | Ana Paula (PSOL)           | Alexandre Cosme (PSOL)       | 2.413                                 | 4,22%                                 |
|                          | Poggian (PTC)              | Cristina (PTC)               | 1.024                                 | 1,79%                                 |
|                          | Professor Gilberto (PDT)   | Luiz Augusto (PDT)           | 797                                   | 1,39%                                 |
|                          | Professor Luizinho (PT)    | Jose Edmilson Medeiros (PT)  | 429                                   | 0,75%                                 |
|                          | Coronel Pessanha (PMB)     | Alexandre Cosme (PSOL)       | 309                                   | 0,54%                                 |
| Total de votos válidos   | Total de votos válidos     | Total de votos válidos       | 57.207                                | 57.207                                |
| Votos apurados           |                            |                              |                                       |                                       |
| Votos válidos            | Votos válidos              | Votos válidos                | 57.207                                | 88,92%                                |
| Votos em branco          | Votos em branco            | Votos em branco              | 2.221                                 | 3,45%                                 |
| Votos nulos              | Votos nulos                | Votos nulos                  | 4.516                                 | 7,02%                                 |
| Total de votos apurados  | Total de votos apurados    | Total de votos apurados      | 64.337                                | 64.337                                |
| Eleitores                |                            |                              |                                       |                                       |
| Comparecimentos          | Comparecimentos            | Comparecimentos              | 64.337                                | 76,81%                                |
| Abstenções               | Abstenções                 | Abstenções                   | 19.423                                | 23,19%                                |
| Total de eleitores aptos | Total de eleitores aptos   | Total de eleitores aptos     | 83.760                                | 83.760                                |
| Total de seções: 261     |                            |                              |                                       |                                       |
| Fontes:                  |                            |                              |                                       |                                       |

### Composição da Câmara Municipal
|                          |                          |                 |                 |          |    |
| Nº                       | Partido                  | Votos populares | Votos populares | Assentos | ±  |
| Nº                       | Partido                  | Votos           | %               | Assentos | ±  |
| 43                       | PV                       | 10.462          | 19,85%          | 4        | 1  |
| 27                       | DC                       | 5.564           | 10,56%          | 2        | 2  |
| 15                       | MDB                      | 5.057           | 9,6%            | 2        | 2  |
| 22                       | PL                       | 4.884           | 9,27%           | 1        | 1  |
| 10                       | Republicanos             | 4.032           | 7,65%           | 1        | 1  |
| 55                       | PSD                      | 3.679           | 6,98%           | 1        | 1  |
| 20                       | PSC                      | 3.119           | 5,92%           | 1        | 1  |
| 77                       | Solidariedade            | 2.783           | 5,28%           | 1        | 1  |
| 51                       | Patriota                 | 2.457           | 4,66%           | 0        | -  |
| 17                       | PSL                      | 2.346           | 4,45%           | 0        | -  |
| 50                       | PSOL                     | 2.047           | 3,88%           | 0        | -  |
| 33                       | PMN                      | 1.675           | 3,18%           | 0        | -  |
| 36                       | PTC                      | 1.120           | 2,13%           | 0        | -  |
| 14                       | PTB                      | 923             | 1,75%           | 0        | 1  |
| 11                       | PP                       | 881             | 1,67%           | 0        | 1  |
| 25                       | DEM                      | 713             | 1,35%           | 0        | -  |
| 12                       | PDT                      | 537             | 1,02%           | 0        | -  |
| 19                       | PODE                     | 190             | 0,36%           | 0        | -  |
| 35                       | PMB                      | 126             | 0,24%           | 0        | -  |
| 65                       | PCdoB                    | 100             | 0,19%           | 0        | -  |
| Total de votos válidos   | Total de votos válidos   | 52.695          | 52.695          | 13       | 13 |
| Votos apurados           |                          |                 |                 | 13       | 13 |
| Total de votos válidos   | Total de votos válidos   | 52.695          | 81,9%           | 13       | 13 |
| Votos em branco          | Votos em branco          | 1.932           | 3%              | 13       | 13 |
| Votos nulos              | Votos nulos              | 3.102           | 4,82%           | 13       | 13 |
| Total de votos apurados  | Total de votos apurados  | 64.337          | 64.337          | 13       | 13 |
| Eleitores                |                          |                 |                 | 13       | 13 |
| Comparecimentos          | Comparecimentos          | 64.337          | 76,81%          | 13       | 13 |
| Abstenções               | Abstenções               | 19.423          | 23,19%          | 13       | 13 |
| Total de eleitores aptos | Total de eleitores aptos | 83.760          | 83.760          | 13       | 13 |
| Fontes:                  |                          |                 |                 |          |    |

### Vereadores eleitos
| Candidato(a) | Candidato(a)         | Partido       | Votos | Votos       | Cidade de origem      | Unidade federativa/País |
| Candidato(a) | Candidato(a)         | Partido       | Total | Percentagem | Cidade de origem      | Unidade federativa/País |
| ------------ | -------------------- | ------------- | ----- | ----------- | --------------------- | ----------------------- |
|              | Maurício BM          | PV            | 1.685 | 3,33%       | Rio de Janeiro        | Rio de Janeiro          |
|              | João Francisco       | PV            | 1.454 | 2,88%       | Rio de Janeiro        | Rio de Janeiro          |
|              | Carlos Augusto       | MDB           | 1.419 | 2,81%       | Campos dos Goytacazes | Rio de Janeiro          |
|              | Carvalhão            | PV            | 1.311 | 2,59%       | São Fidélis           | Rio de Janeiro          |
|              | Derlan da Hora       | PV            | 1.188 | 2,35%       | Campos dos Goytacazes | Rio de Janeiro          |
|              | Neizinho             | DC            | 1.142 | 2,26%       | Casimiro de Abreu     | Rio de Janeiro          |
|              | Robinho              | MDB           | 1.050 | 2,08%       | São Fidélis           | Rio de Janeiro          |
|              | Marciel              | PL            | 1.005 | 1,99%       | Rio de Janeiro        | Rio de Janeiro          |
|              | Léo Tatá             | DC            | 938   | 1,86%       | São João de Meriti    | Rio de Janeiro          |
|              | Uderlan Hespanhol    | PSD           | 927   | 1,83%       | Duque de Caxias       | Rio de Janeiro          |
|              | Rogério Silva        | Republicanos  | 849   | 1,68%       | Rio de Janeiro        | Rio de Janeiro          |
|              | Braga                | PSC           | 681   | 1,35%       | Nova Iguaçu           | Rio de Janeiro          |
|              | Rafael da Autoescola | Solidariedade | 419   | 0,83%       | Mendes                | Rio de Janeiro          |
| Fontes:      |                      |               |       |             |                       |                         |